# Mas Serrat de Nespla
El Mas Serrat de Nespla és una masia de Sant Pere de Torelló (Osona), catalogada com a Bé Cultural d'Interès Local.

## Descripció
Es troba al peu del camí ral que va de Vidrà a Sant Pere de Torelló. És una masia de planta rectangular coberta a dues vessants amb el carener paral·lel a la façana, orientada a migdia. Presenta un gran portal dovellat amb decoracions a la dovella central. Les finestres del primer pis presenten motllures goticitzants. Al llevant observem un portal tapiat, que s'identifica per una biga de roure al mig del mur. Alguns carreus d'angle demostren ampliacions. A la part dreta d'aquest sector s'observa un cos afegit, construït amb tàpia, i sostingut per pilars de pedra.
La part baixa dels murs de l'edificació presenta antigues espieres. A la part esquerra de la façana hi ha diversos cossos destinats a les tasques agrícoles, construïts també amb pedra. L'estat de conservació és bo.

## Història
Encara que els seus orígens siguin possiblement anteriors, el mas conserva documentació des del segle xiii, i segons els propietaris, cap al 1400, els pagesos del Serrat van redimir el cens que pagaven al senyor feudal.
Els habitants del mas segueixen encara el mateix llinatge, encara que faci dues generacions que s'hagi perdut el cognom Serrat. A finals del segle xix, durant l'època de les famoses vagues de Manlleu, s'edificà una casa noca de tipus residencial al costat de l'antic mas.